# Wasserburg Haus Welbergen
Die Wasserburg Haus Welbergen ist eine denkmalgeschützte Wasserburg in Welbergen, einem Ortsteil von Ochtrup im Kreis Steinfurt (Nordrhein-Westfalen).

## Geschichte und Architektur
Die umgräftete Anlage steht etwa 1,5 km südlich von Bökerhook. Sie ist seit dem 13. Jahrhundert nachweisbar und besteht aus dem Herrenhaus, der unregelmäßigen Vorburg und Nebengebäuden. Das Wohnhaus steht in einem erweiterten Abschnitt der Hauptgräfte frei im Wasser. Die baumumstandene Anlage befindet sich inmitten eines ausgedehnten Grabensystems, das vom Gauxbach gespeist wird.

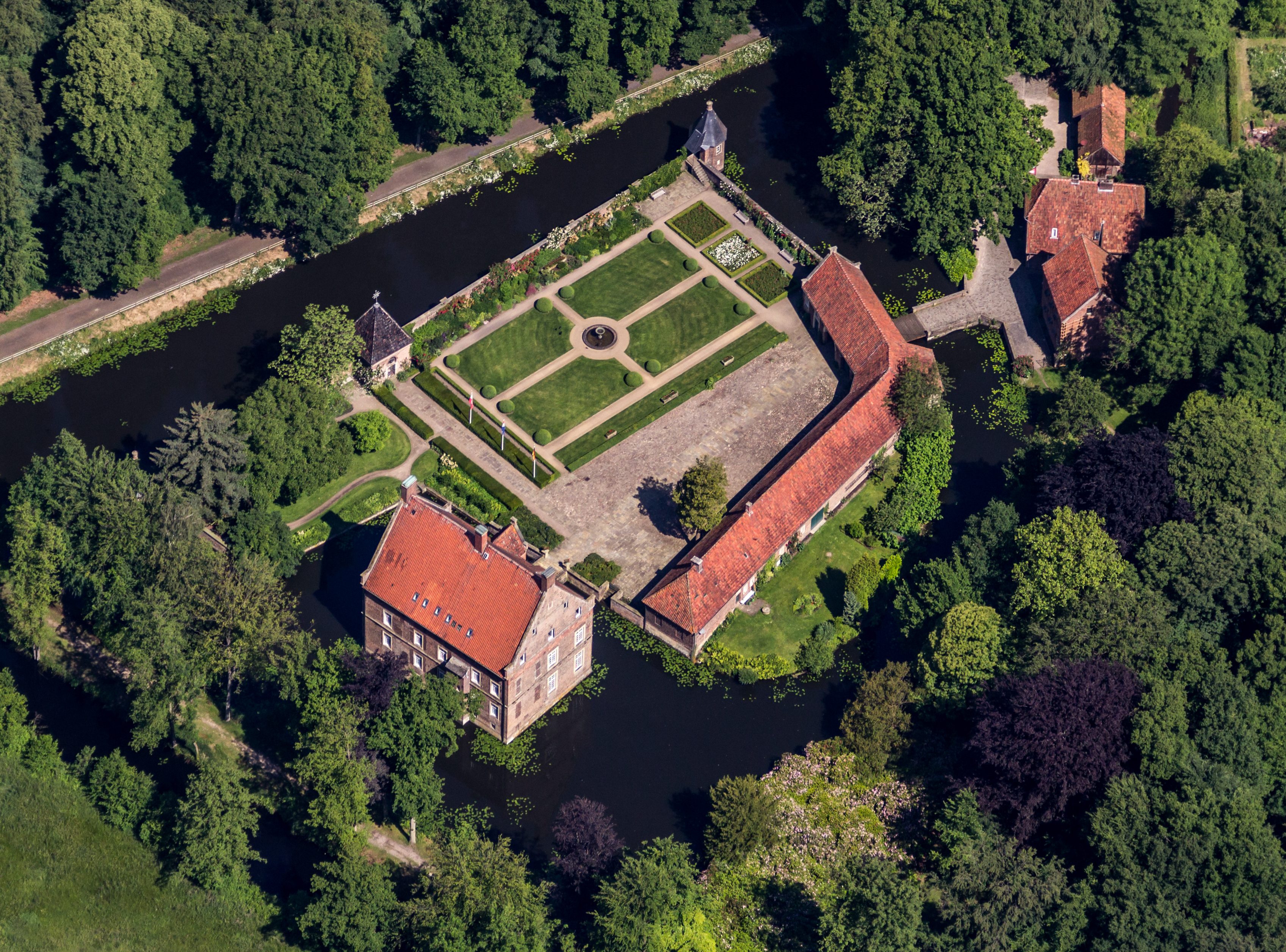
Luftbild (2014)

Die Herren von Welleberghe residierten von 1298 bis 1330 auf dem Gut. Im Anschluss kam das Haus an das Adelsgeschlecht Blome, die das Haus bis Anfang des 16. Jahrhunderts besaßen. Dann fiel das Haus über Erbtochter Anna Blome und deren 1505 geschlossene Ehe mit Morbeck von Oldenhus an das Adelsgeschlecht Althaus. Der Neubau des Herrenhauses erfolgte von 1560 bis 1570 durch Christian von Oldenhus. Er integrierte einen schmalen, unterkellerten Vorbau im Südwesten. Eine durchgreifende Innenrenovierung, mit Neueinbau von Fenstern und Treppenhaus, fand von 1730 bis 1733 statt. Die Stuckdekorationen an den Kaminen und Decken wurden von 1744 bis 1746 umfassend restauriert und nach Bedarf rekonstruiert. Die Erneuerung der Giebel und Firstkamine erfolgte 1776. Der Torhausflügel der Vorburg und die Ringmauer mit drei Pavillons entstand wohl von 1625 bis 1632. Im 18. und 19. Jahrhundert wurden sie teilweise erneuert und im Inneren mit Stuckelementen versehen. Der mittlere Pavillon wird seit 1731 als sog. Marienkapelle genutzt. Die Ausstattung ist aus dem 18. und 19. Jahrhundert. Zur Anlage gehören weitere Remisen- und Wirtschaftsgebäude von 1745 und 1890.
Das Herrenhaus ist ein siebenachsiges, rechteckiges Backsteingebäude mit Dreistaffelgiebeln. Es ist regelmäßig durch Fenster und Gesimse aus Werkstein gegliedert. Eine einachsige Auslucht mit einem Dreistaffelgiebel ist in der Hauptfassade asymmetrisch angeordnet. Das Portal ist mit 1731 bezeichnet. An der Südfassade befindet sich ein Abtritterker. Über der Feuerstelle in der Küche ist ein hölzerner Rauchfang angebracht; über einem gewölbten Keller befindet sich eine Upkammer. Der Zugang zur Vorburg erfolgt über die ehemalige Zugbrücke. Das Torhaus ist mit einem Dreistaffelgiebel ausgestattet. Die angrenzenden Wirtschafts- und Remisengebäude sind aus Backstein gemauert und sparsam mit Werkstein gegliedert. Der Garten wurde von 1965 bis 1966 angelegt. Nordöstlich vorgelagert steht eine Wassermühle mit Remise, der eingeschossige Fachwerkbau unter einem Knüppelwalmdach ist mit Backstein ausgefacht. Er ist mit 1802 bezeichnet. Hinter der Mühle befand sich der ehemalige, umgräftete Barockgarten, ein Torpfeiler ist mit 1730 bezeichnet. Ein weiteres Torpfeilerpaar steht südlich des Speichers. Es diente als Zugang zum ehemaligen Landschaftsgarten des späten 18. Jahrhunderts. Die Hauptzufahrt führt über eine Sandsteinbrücke von 1755.
Auf der Brücke steht eine von Cornelius Sasse geschaffene Skulptur des Johannes Nepomuk.

## Situation ab 1920
Im Laufe der Jahrhunderte wechselten die Besitzer. Durch seine Ehe mit Gertrud von Buchholtz aus dem Adelsgeschlecht derer von Buchholtz kam Franz Ferdinand von Druffel und danach seine Söhne Franz Carl und Clemens aus dem Adelsgeschlecht Druffel in den Besitz. Ende der 1920er wurde die Anlage an den Bankier Jordaan van Heek verkauft. Nach dem Tode seiner Witwe Bertha Jordaan van Heek wurde das Haus mit einem umfangreichen Grundbesitz in eine Stiftung überführt, die den Namen der Stifterin Bertha Jordaan van Heek trägt. Im Haus Welbergen befindet sich ein reichhaltiges Archiv, dessen wichtigster Teil die Korrespondenz des Freiherren von Fürstenberg und der Fürstin Amalie von Gallitzin ist. Im Jahr 1970 gründete sich hier der Welbergener Kreis, eine Künstlervereinigung aus dem Kreis Steinfurt und Umgebung. Sie nutzte das Haupthaus für monatliche Treffen bis zum Jahr 2000. Das Haus wird derzeit (2012) für Tagungen genutzt.
Der Innenhof der Wasserburg und Rundwege sind ganzjährig frei zugänglich. Die Wasserburg ist von einem ebenfalls frei zugänglichen Park- und Waldgelände umgeben.

Ansichten
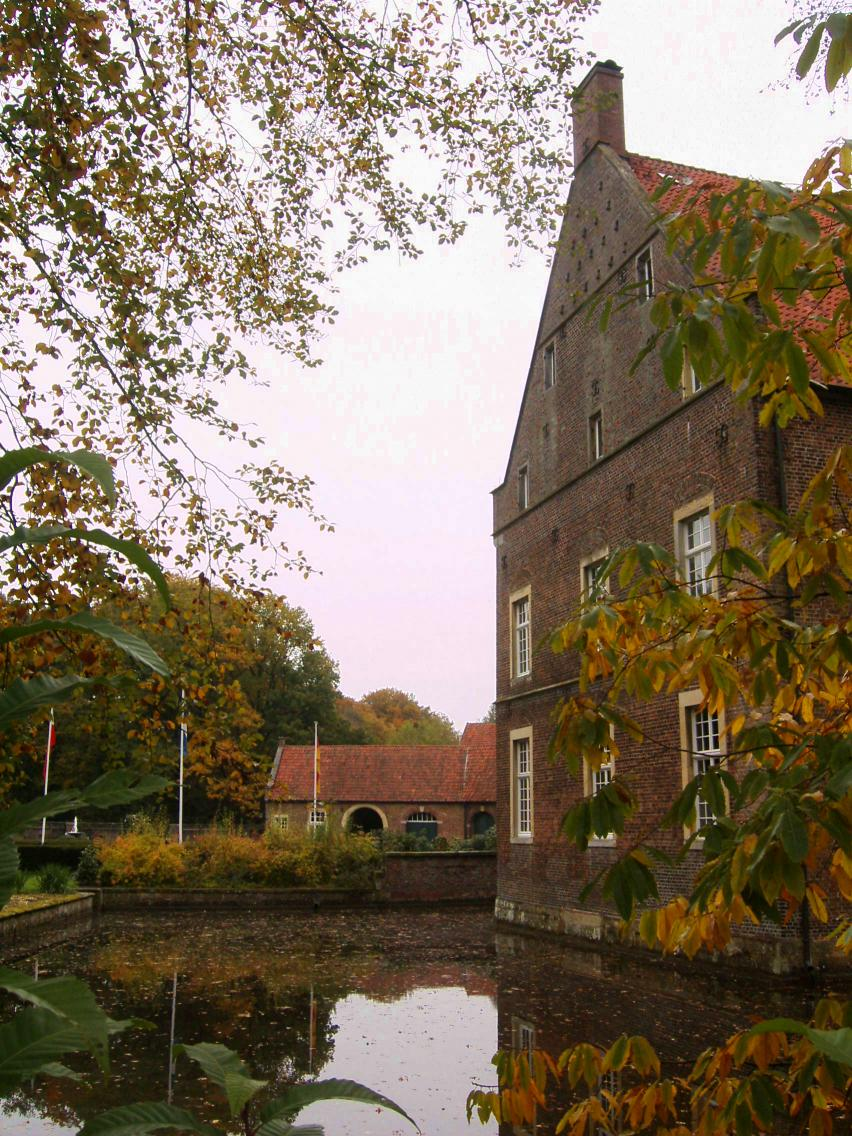
Gräfte am Haupthaus
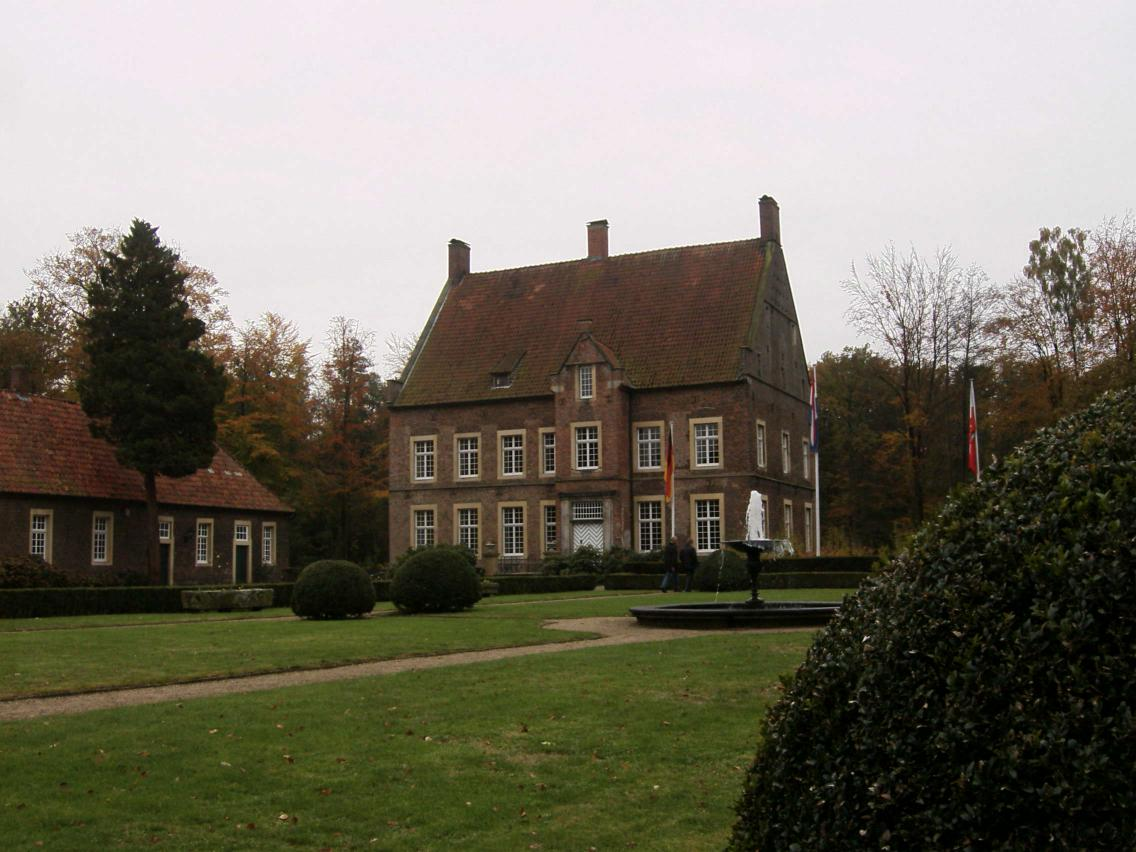
Haupthaus
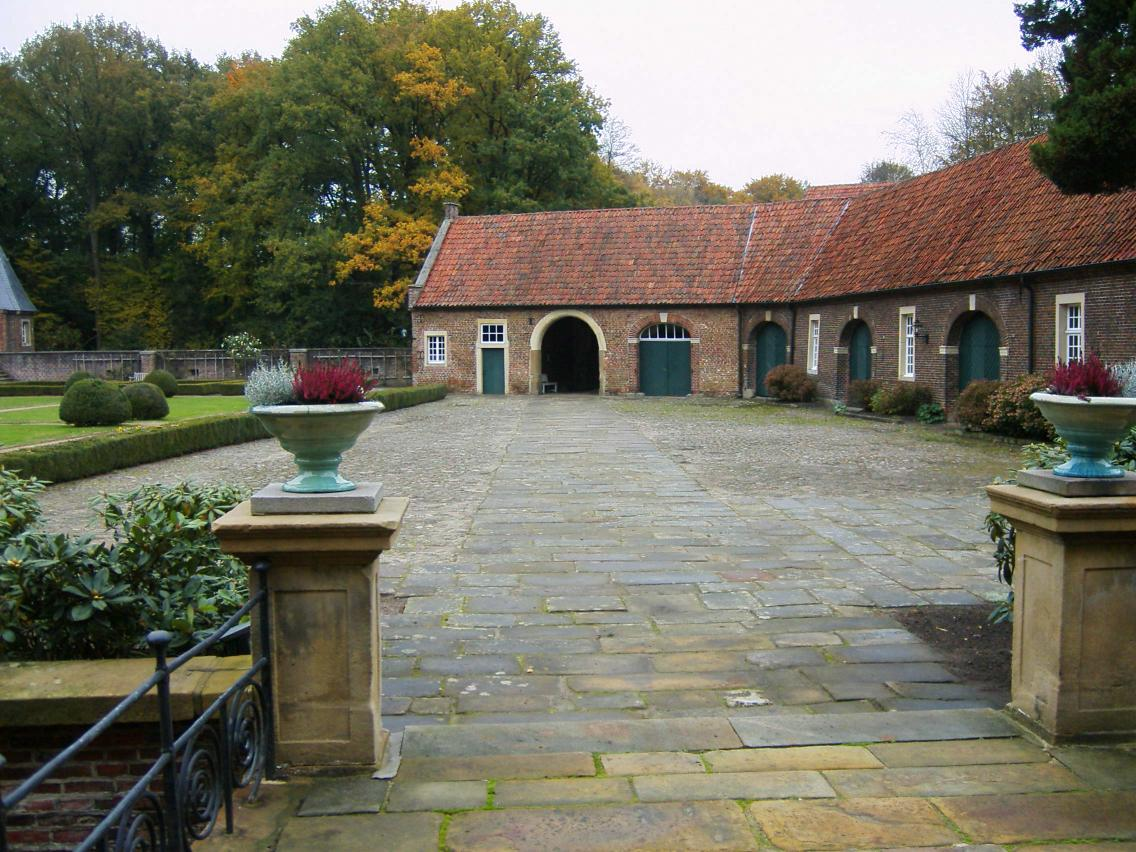
Innenhof
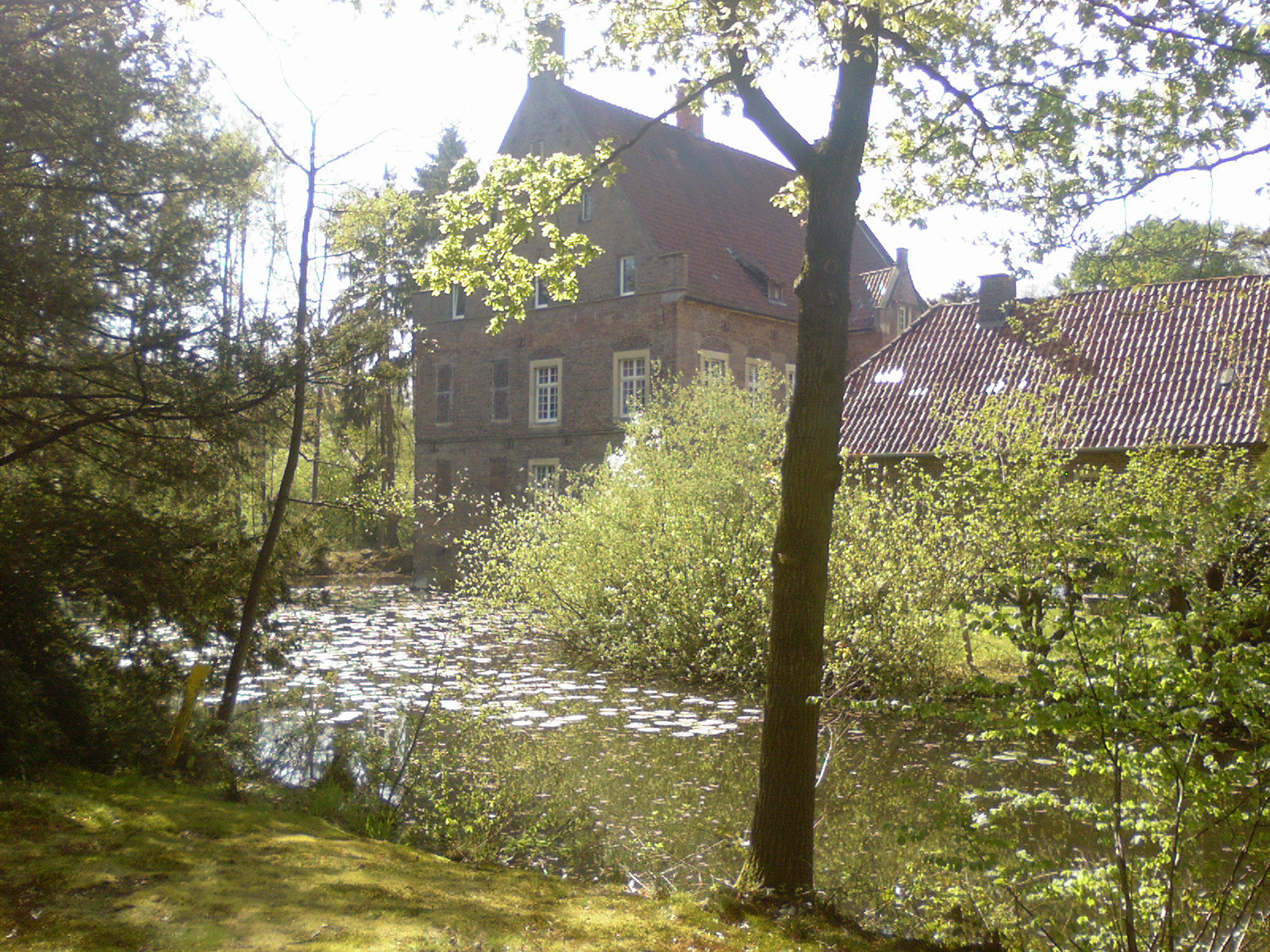
Haupthaus Außenansicht
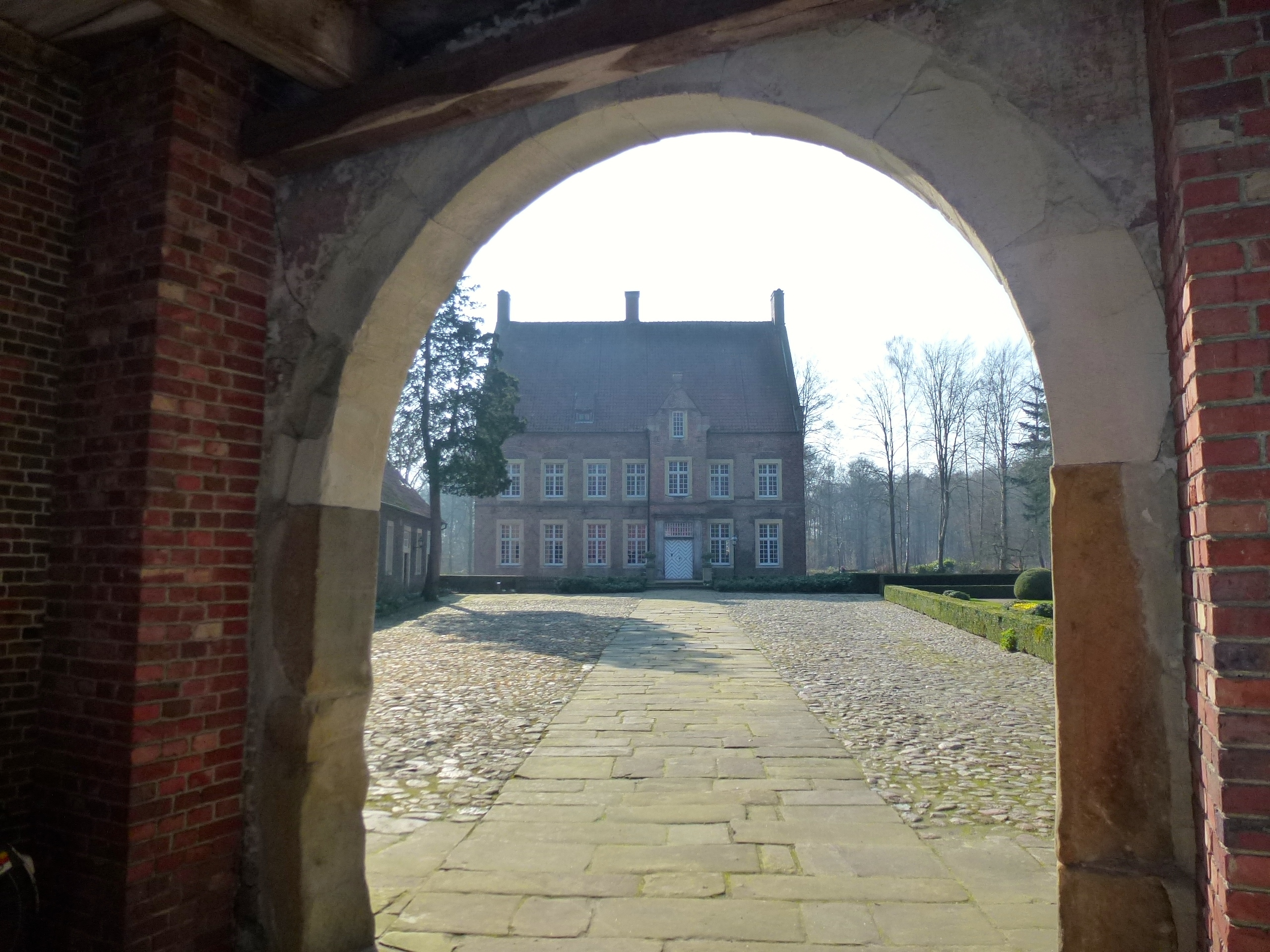
Vorburg mit Blick auf das Haupthaus
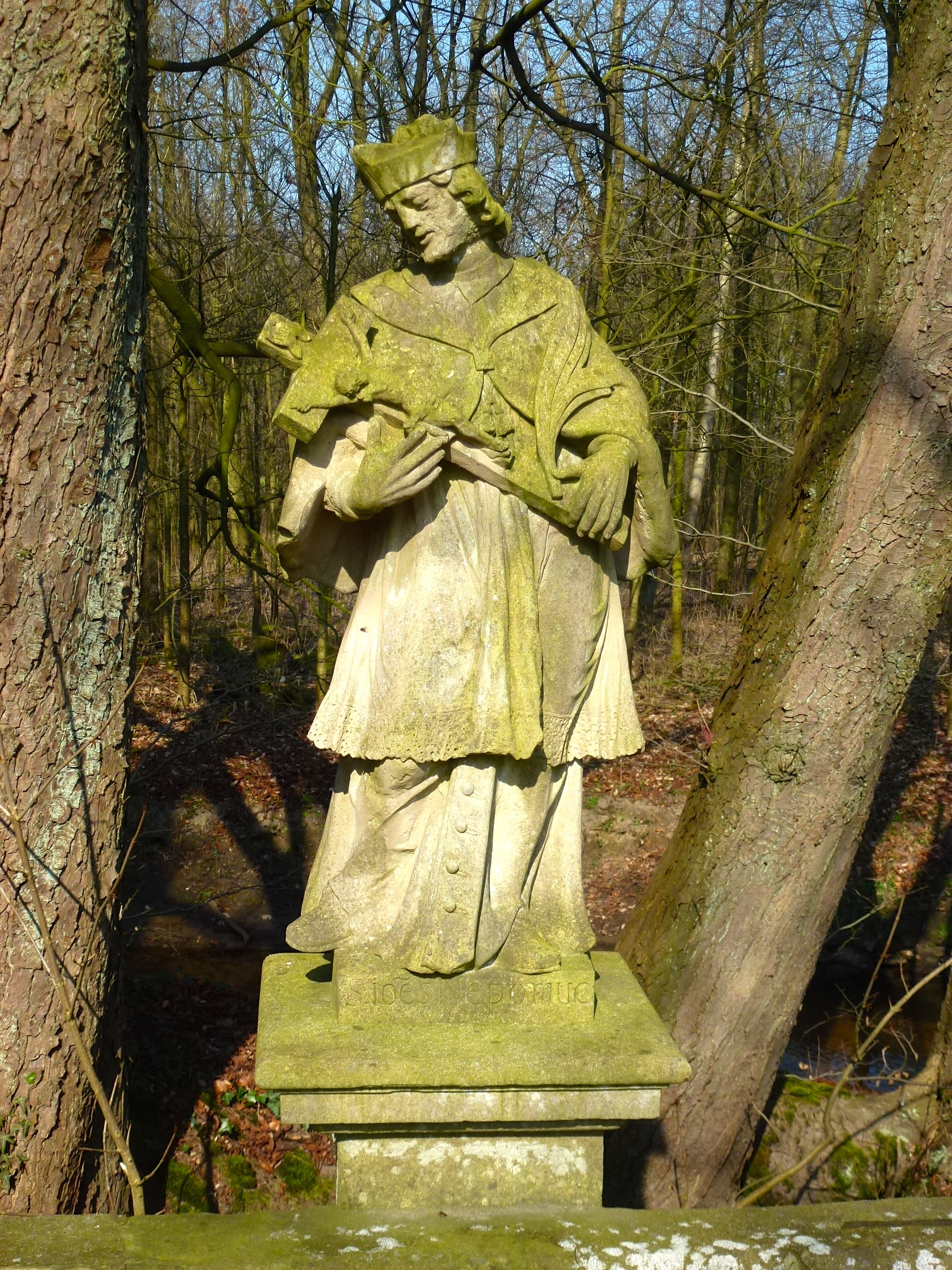
Nepomukskulptur am Gauxbach, gegenüber der Hauptzufahrt
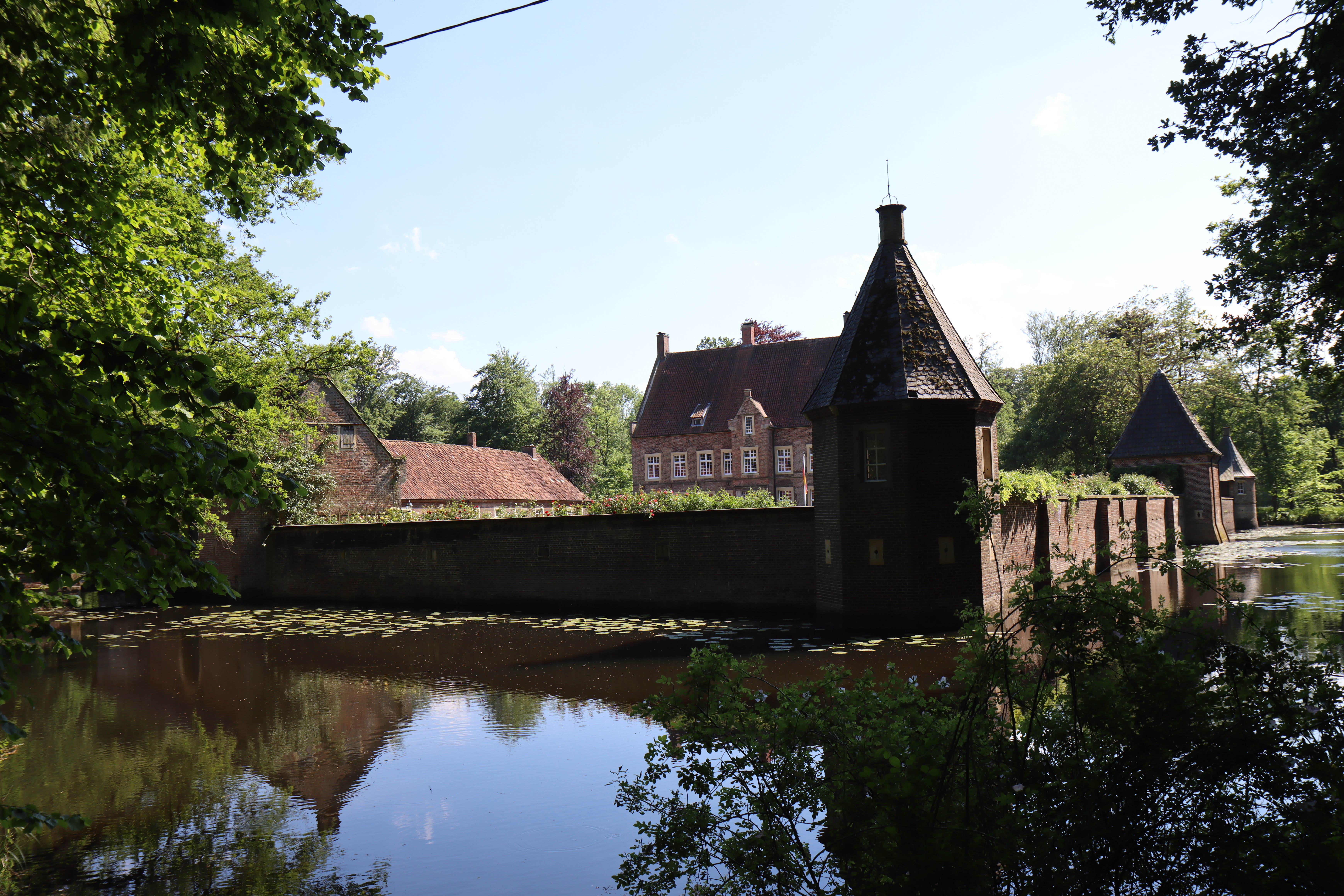
Haupthaus, Gräfte und Burgmauer